# Seraj Al-Saleem
Seraj Abdulrahim Al-Saleem (ur. 10 lutego 1996) – saudyjski sztangista, olimpijczyk z Tokio 2020, medalista mistrzostw świata, wicemistrz Azji.

## Udział w zawodach międzynarodowych
| Impreza                                   | Rok  | Miejsce   | Kategoria | Wynik  | Wynik   |
| Impreza                                   | Rok  | Miejsce   | Kategoria | Punkty | Miejsce |
| ----------------------------------------- | ---- | --------- | --------- | ------ | ------- |
| Igrzyska olimpijskie                      | 2020 | Tokio     | do 61 kg  | 288    | 5.      |
| Mistrzostwa świata w podnoszeniu ciężarów | 2014 | Ałmaty    | do 56 kg  | 220    | 22.     |
| Mistrzostwa świata w podnoszeniu ciężarów | 2017 | Anaheim   | do 56 kg  | 250    | 6.      |
| Mistrzostwa świata w podnoszeniu ciężarów | 2019 | Pattaya   | do 61 kg  | 277    | 14.     |
| Mistrzostwa świata w podnoszeniu ciężarów | 2021 | Taszkent  | do 61 kg  | 282    | brąz    |
| Mistrzostwa Azji w podnoszeniu ciężarów   | 2017 | Aszchabad | do 56 kg  | 243    | 4.      |
| Mistrzostwa Azji w podnoszeniu ciężarów   | 2019 | Ningbo    | do 61 kg  | 270    | 10.     |
| Mistrzostwa Azji w podnoszeniu ciężarów   | 2020 | Taszkent  | do 61 kg  | 286    | srebro  |